# El Roblar Chishtontic
El Roblar Chishtontic är en ort i Mexiko.   Den ligger i kommunen Pantelhó och delstaten Chiapas, i den sydöstra delen av landet, 800 km öster om huvudstaden Mexico City. El Roblar Chishtontic ligger 1 004 meter över havet och antalet invånare är 528.
Terrängen runt El Roblar Chishtontic är kuperad åt sydväst, men åt nordost är den bergig. Runt El Roblar Chishtontic är det ganska tätbefolkat, med 96 invånare per kvadratkilometer. Närmaste större samhälle är Pantelhó, 7,3 km söder om El Roblar Chishtontic. Omgivningarna runt El Roblar Chishtontic är en mosaik av jordbruksmark och naturlig växtlighet.